# Final Fantasy XVI
Final Fantasy XVI est un jeu vidéo de rôle d'action-aventure développé et édité par Square Enix, sorti le 22 juin 2023 sur PlayStation 5. Il s'agit du seizième opus principal de la série Final Fantasy. Un portage sur Windows est sorti le 17 septembre 2024 ainsi que sur Xbox Series le 8 juin 2025.

## Trame

### Univers
Final Fantasy XVI se déroule dans le monde de Valisthéa, dont la particularité est de contenir six cristaux immenses, appelés Cristaux-mères, produisant de l'éther et permettant aux personnes vivant à proximité d'utiliser de la magie ; si la plupart des humains utilisant la magie grâce à des éclats de cristaux minés, certains humains, des Pourvoyeurs, sont capables d'utiliser la magie sans cristal et sont souvent réduits en esclavage jusqu'à leur mort par pétrification quand ils utilisent trop de magie. Autour de chaque cristal s'est construit une nation : l'Archiduché de Rosalia, le Saint-Empire de Sangbrèque et la République de Dalméquie, sur le continent occidental du Vert-Ponant, et le Royaume de Valoed sur le continent oriental du Gris-Levant, avec en leur milieu le territoire neutre du Dominion du Cristal ; le Royaume de Fer est une région à part, repoussée sur des îles à l'ouest. Un peu partout sur les continents, des vestiges de vaisseaux et bâtiments anciens, les Ruines célestes, montrent les traces d'une civilisation ancienne disparue dont toute l'histoire a été perdue. Au moment de l'intrigue du jeu, les terres sont ravagées par le Fléau noir, un mal qui détruit toute vie et empêche l'utilisation de la magie, provoquant des tensions fortes entre les nations.
En plus d'un cristal, chaque nation à l'exception du Dominion du Cristal, possède un Émissaire, c'est-à-dire une personne dans laquelle réside une entité appelée Primordial et qui est capable de se transformer pour faire appel à son pouvoir,. Selon le pays dans lequel il se trouve, l'Emissaire pourra avoir une position politique et militaire importante, comme être réduite à l'esclavage et utilisée comme arme destructrice dans les conflits armés. Chaque Primordial est associé à un élément (Phénix avec le feu, Shiva avec la glace, Ramuh avec la foudre, Léviathan avec l'eau, Titan avec la terre, Garuda avec le vent, Odin avec les ténèbres et Bahamut avec la lumière), mais l'apparition d'un deuxième Primordial de feu, Ifrit, provoque les événements du jeu.

### Personnages
Le protagoniste est Clive Rosfield (Yūya Uchida (en) / Marc Arnaud), fils aîné de la famille dirigeante de Rosalia qui voit son frère cadet Joshua (Natsumi Fujiwara (en) / Rune Carmes (enfant) / Takeo Ōtsuka / Hervé Grull (adulte)) devenir l'Émissaire du Phénix et, par la même occasion, héritier du trône. Bien que n'étant pas un Émissaire, Clive peut utiliser des pouvoirs magiques grâce à la bénédiction de son frère. Il sera accompagné de son chien Talgor, de Jill Warrick (Megumi Han / Claire Baradat), amie d'enfance, qui sera l'Émissaire de Shiva et souvent utilisée politiquement en cela, et de Cidolfus Télamon (Hiroshi Shirokuma (en) / Jérémie Covillault), l'Émissaire de Ramuh qui veut créer un refuge pour les utilisateurs de magie traqués. L'Émissaire d'Odin est le roi de Valoed, Barnabas Tharmr (Gotaro Tsunashima / Jochen Hagele), et celui de Bahamut est le prince consort de Sangbrèque, Dion Lesage (Yuichi Nakamura / Tony Marot). Parmi les autres personnages, on compte Benedikta Harman (Akari Higuchi / Audrey Sourdive), espionne de Valoed et émissaire de Garuda, et Hugo Kupka (Yasuhiro Mamiya / David Kruger), émissaire de Titan et figure politique de la République de Dalméquie.

### Synopsis
L'histoire du jeu suit Clive au cours de trois périodes de sa vie : son adolescence à l'âge de 15 ans entrevue au cours d'un flashback, sa routine de soldat-esclave à 28 ans, puis sa vie d'adulte libre à 33 ans. Durant la première période, Clive est le gardien de Joshua, le Primordial du Phénix dont il partagera le pouvoir. L'attaque soudaine de son pays natal, Rosalia, et les événements tragiques liés provoquent l'émergence d'un mystérieux Primordial de feu inconnu jusqu'alors.
Dans son adolescence, Clive est le garde personnel de son petit frère, Joshua, Émissaire du Primordial de feu Phénix ; ils vivent avec leurs parents, le Duc Elwin et la Duchesse Anabella, et Jill comme tutrice. Les deux frères accompagnent leur père au Fort-Phénix pour y réveiller les pouvoirs de Joshua, mais la veille du rituel, des soldats de Sanbrèque s'infiltrent dans la forteresse. La mort d'Elwin, tué sous ses yeux, provoque le déchainement des pouvoirs de Joshua qui devient le Phénix, mais peu après, un deuxième Primordial de feu inconnu apparait et après un combat entre ciel et terre, tue le Phénix. Clive jure vengeance mais il s'écroule. Anabella, qui a toujours méprisé son aîné qui aurait dû être Émissaire du Phénix, et celle qui a trahi Rosalia pour permettre l'attaque, le livre à l'armée de Sanbrèque. Treize ans plus tard, Clive est envoyé avec une petite escouade infiltrer les rangs du Royaume de Fer, alors qu'ils affrontent la République de Dhalméquie, pour tuer leur Émissaire, mais quand il découvre qu'il s'agit de Jill, il tue ses supérieurs et déserte. Alors qu'ils sont pris en chasse par les forces Sanbrèques, ils sont sauvés par Cid, un rebelle qui les recueille et accepte d'aider Clive à retrouver l'Émissaire du second Primordial de feu. Sur la piste, ils croisent la route de Benedikta, qui utilise ses pouvoirs d'Émissaire du Primordial de vent Garuda, et après un combat singulier, Clive prend son pouvoir. Benedikta sombre peu à peu dans la folie, se transforme en Garuda et déclenche une tempête gigantesque. Un nouvel affrontement déclenche en Clive le réveil du deuxième Primordial de feu, Ifrit, et il tue Benedikta. Cid récupère Clive, désespéré à l'idée d'être celui qui a tué son frère, et l'encourage à se mettre plutôt à la recherche de la vérité sur sa nature d'Émissaire.
Clive et Jill repartent vers Rosalia et voient le sort réservé aux Pourvoyeurs, opprimés et réduits en esclavage, ce qui les poussent à accepter de rejoindre Cid. Ce dernier leur explique sa théorie : les Cristaux-mères sont responsables du Fléau noir en absorbant massivement l'éther environnant, et son plan est donc de les détruire en brisant leurs noyaux. Ils visent d'abord le cristal-mère de Sanbrèque, déjà visé par Cid par le passé, et en détruisant le noyau, ils ouvrent une brèche qui libère un être appelé Ultima, qui blesse mortellement Cid avant que le Cristal-mère ne s'effondre et tente de prendre possession du corps de Clive, mais Joshua, toujours vivant grâce aux pouvoirs de Phénix, intervient et parvient à emprisonner Ultima dans son corps. Cid meurt en donnant ses pouvoirs de Ramuh à Clive et en lui confiant la tâche de continuer sa mission. Au même moment, les forces dhalmèques, menés par Hugo Kupka, manipulé par les agents de Barnabas qui utilisent la tristesse de Kupka après la mort de Benedikta, attaquent le repaire de Cid et déciment les habitants, pendant que Sanbrèque envahit le Dominion du Cristal, terre prospère qui bénéficiait jusque-là d'un pacte de non agression entre les autres nations.
Cinq ans plus tard, Clive a fondé un nouveau repaire avec les survivants de l'attaque de Kupka, et agit pour la liberté des Pourvoyeurs sous le nom de Cid. Avec Jill, il décide de sa prochaine cible alors que les forces dhalmèques assiègent le Dominion du Cristal, et vise le seul Cristal-mère qui n'est pas au cœur d'un conflit, celui du Royaume de Fer. En route, il découvre qu'Anabella, sa mère qui s'est remariée avec l'empereur de Sanbrèque, s'est radicalisée et a fondé les Chevaliers noirs, des guerriers fanatiques qui ont pour mission de tuer tous les Pourvoyeurs et leurs soutiens. Pendant ce temps, Hugo Kupka propose à Anabella un accord de trêve en lui révélant que Clive est encore en vie et derrière le nom de Cid, mais Anabella n'envisage qu'une chose : écarter Dion Lesage et faire d'Octavien, le fils qu'elle a eu avec l'empereur de Sanbrèque, l'héritier légitime. Peu après la destruction du Cristal-mère, Kupka lance une attaque sur le château de Rosalith dans le seul but de provoquer Clive, qui se jette dans le piège tendu. Clive le provoque en révélant que c'est lui qui a tué Benedikta et parvient à vaincre Kupka en lui tranchant les mains et prend son pouvoir de Titan, mais un homme intervient avant que Clive ne puisse l'achever. Clive part sur les traces de Kupka, au cœur du Cristal-mère de Sanbrèque, et le tue dans un affrontement au cours duquel il apprend à maîtriser les pouvoirs d'Ifrit, alors que Barnabas et Harbanðr, son vassal et celui qui a assommé Kupka, observent au loin, conscients de la vraie nature de Clive et informés du plan d'Ultima.
Pendant que Clive mobilise les forces de son repaire pour construire un navire capable de naviguer dans les eaux contaminées par le Fléau noir autour du continent de Valoed, les tensions au sein de la famille Lesage s'accentuent : alors qu'Octavien prend de plus en plus d'importance politique, parvenant à la surprise générale à négocier un armistice avec Sanbrèque pour l'occupation du Dominion de Cristal, Dion est relégué à une place de combattant, comme Émissaire de Bahamut, mais quand Sylvestre abdique et place son deuxième fils sur le trône, Dion fomente une rébellion, persuadé par Joshua qu'Anabella est l'agent d'Ultima qui tire les ficelles pour influencer le jugement de Sylvestre. Quand Clive apprend les tensions au sein du Dominion, il y voit une opportunité de détruire le dernier Cristal-mère du continent et parvient à s'infiltrer avec Jill dans Port-Gémeau, occupé par les forces Sanbrèques. Mais au moment où il arrive dans la ville, les Chevaliers-Dragons, les soldats d'élite aux ordres de Dion, attaquent la ville et Bahamut décime ses habitants. Comprenant que Dion a basculé dans la folie, Clive et Joshua affrontent le Primordial et parviennent à le vaincre, détruisant le Cristal-mère. Dion reprend forme humaine et, dans un dernier effort avant de perdre connaissance, tue Octavien sous les yeux d'Anabella, qui voit le corps de son plus jeune fils s'évaporer comme un monstre chargé d'éther. Joshua essaie de calmer une Anabella dévastée, mais elle préfère se donner la mort. Clive absorbe les pouvoirs de Bahamut et voit les derniers souvenirs de Dion : au moment où il a lancé son insurrection, Dion a tenté de confronter une dernière fois Sylvestre, mais Dion a fini par porter un coup mortel à son père pour protéger Octavien, qui a révélé alors être le vaisseau d'Ultima qu'il recherchait et provoqué le déchainement de Bahamut sur la ville. Clive retrouve enfin son frère et emmène Dion inconscient au repaire. Comprenant que Clive refusera de devenir son vaisseau et d'abandonner son humanité tant qu'il saura tisser des liens avec ses proches, Ultima déclenche l'apparition d'un ciel chargé d'éther sur tout Valisthéa et charge Barnabas de couper tous les liens amicaux de Clive.
Barnabas décide alors d'attaquer la cité indépendantiste de Kanvĕr, au sud de la Dalméquie. Accompagné par Jill et Joshua, Clive ne peut rien faire pour empêcher le massacre. Il tue Sleipnir en duel mais est terrassé d'un coup de Zantetsuken par Barnabas. Jill couvre Joshua et Gab qui emmènent Clive blessé et qui n'est guéri que grâce aux pouvoirs du Phénix de Joshua. En apprenant que Jill a été capturée, Clive doit pousser Mid à terminer l'Entreprise au plus vite afin de rejoindre Valoed. Le navire à la technologie avancée parvient à rattraper l'Einherjar, mais c'est un piège de Barnabas, qui attendait le moment où Clive monterait à bord de son navire pour attaquer avec la puissance d'Odin. Clive libère Jill mais dans leur fuite, ils sont arrêtés par Barnabas qui fend la mer d'un coup d'épée, provoquant la destruction de l'Einherjar. Dans la faille, Clive est encore vaincu par Barnabas, qui l'exhorte à accepter son destin de Mythos : prendre les pouvoirs des Émissaires et maitriser la puissance des Primordiaux pour abandonner son humanité et devenir l'Émissaire d'Ultima sur un monde où tous les humains seront devenus éthériques. Clive refuse mais blessé, doit fuir avec Jill qui gèle l'eau de la mer qui commence à retomber. Sur une plage de Valoed, Jill accepte d'accompagner Clive jusqu'au bout et le laisse prendre ses pouvoirs de Shiva avant qu'ils ne s'avouent leur amour. Le lendemain, ils rentrent au Repaire sur l'Entreprise, préférant préparer l'attaque sur le dernier Cristal-mère plutôt que de poursuivre Barnabas, qui a perdu son bras droit et son navire royal.
Clive reprend la mer avec Gab et Joshua pour rejoindre Valoed, qu'ils découvrent peuplé d'orcs et de soldats éthériques. Joshua part de son côté explorer un château où il espère trouver des indices sur la nature et les plans d'Ultima. Clive et Gab tombent dans une embuscade d'Odin qui leur bloque la route vers le Cristal-mère et pousse Clive à se rendre seul au sommet d'une tour où Barnabas compte lui faire adopter sa vision du monde, renoncer à sa vie en tant qu'humain pour en faire le réceptacle parfait pour Ultima. Le combat tourne en faveur de Clive, et dans son dernier souffle, Barnabas lui donne les pouvoirs d'Odin et révèle qu'Ultima est celui qui a créé les Cristaux-mères avant que son corps ne disparaisse comme un éthérique. Au même moment, les soldats éthériques de Valoed attaquent tous les pays et la Dalméquie est sauvée par l'intervention de Dion Lesage, qui après un pèlerinage dans les ruines de Port-Gémeau, a décidé de se racheter et rassembler les derniers Chevaliers-Dragons pour combattre l'armée valoedienne. Clive et Joshua se retrouvent et commencent leur marche vers le dernier Cristal-mère en traversant le palais royal, envahis de soldats et de monstres soumis à l'influence d'Ultima. Aux portes du Cristal-mère, épuisés, ils reçoivent l'aide de Jill, Gab et Dion Lesage, à bord de l'Enterprise, mais Ultima apparait alors et envoie les deux frères dans une faille interdimensionnelle. Clive et Joshua y suivent le maître des lieux qui tente à nouveau de convaincre Clive de devenir le Mythos en racontant l'histoire de son peuple. Ultima est ainsi le maître d'un peuple d'êtres divins qui ont condamné leurs terres en utilisant la magie, déclenchant le Fléau noir, et pour fuir leur monde, ont abandonné leur enveloppe physique. En découvrant Valisthéa, Ultima a créé les Cristaux-mères pour absorber l'éther, et donné naissance à l'humanité en attendant qu'un jour, un homme apparaisse avec suffisamment de puissance pour devenir sa nouvelle enveloppe physique, le Mythos. Mais pendant ce ong temps d'attente, l'humanité s'est éveillée et a développé son libre arbitre, ce qui est un crime aux yeux d'Ultima. Devant Clive qui refuse de renoncer à son humanité et parvient à résister à ses sorts de persuasion, Ultima réalise que Clive va devenir le Lὸgos, un dieu factice. Leur affrontement provoque la destruction du dernier Cristal-mère, mais Ultima décide de soumettre de force l'humanité en faisant émerger depuis les profondeurs du Dominion du Cristal le Provenance, un cristal gigantesque capable d'absorber l'éther de tout Valisthéa. Clive se retrouve sans moyen d'atteindre le cristal dans les airs et Dion accepte de se sacrifier en emmenant Clive et Joshua sous sa forme de Bahamut, au risque de perdre le contrôle du Primordial.
Autour du cristal, Clive, Joshua et Dion, tous trois sous leurs formes de Primordiaux, affrontent Ultima, lui aussi ayant repris son corps de Primordial. Malgré leurs puissances combinées, Ultima les domine mais Dion parvient à créer une brèche pour Clive et Joshua avant de se sacrifier pour leur donner le temps d'entrer dans le cristal. À l'intérieur, l'état de Joshua empire. Devant le temple à l'intérieur, en voyant les doubles endormis d'Ifrit, Joshua comprend qu'Ultima avait tout prévu, y compris la destruction des Cristaux-mères, car ceux-ci n'étaient que des prisons pour des parties du corps d'Ultima que Clive et Cid ont libéré, et celle scellée dans le corps de Joshua émerge à son tour. Joshua meurt en donnant les pouvoirs de Phénix à Clive et en lui confiant une dernière révélation : c'est la volonté et le libre arbitre de Clive qui le protège des sorts de possession d'Ultima. Désormais à son plein potentiel, Clive défie seul Ultima et, utilisant les pouvoirs de tous les Primordiaux dont il maitrise les pouvoirs, parvient à le vaincre. Il absorbe les pouvoirs d'Ultima, utilise les pouvoirs du Phénix pour ressusciter Joshua, avant de détruire le noyau du Provenance, même s'il a conscience que ce geste fera disparaitre la magie dans Valisthéa. Au petit matin, tous les alliés de Clive voient que le Provenance a disparu, mais comprennent qu'il ne reviendra pas. Clive se réveille sur une plage et voit qu'il commence à se pétrifier.
Une scène post-générique montre Valisthéa en paix, où la magie et les guerres entre Primordiaux ne sont plus que des légendes tirées d'un livre, Final Fantasy, signé par Joshua Rosfield.

## Système de jeu
Final Fantasy XVI est un action-RPG où le joueur peut librement diriger le personnage principal, Clive Rosfeld, et une équipe évolutive de personnages contrôlés par le jeu,,. Des éléments récurrents de la licence Final Fantasy, comme les Chocobos ou certains monstres, apparaissent dans le jeu. Après un prologue centré sur l'histoire et plus dirigiste, Clive a la possibilité de voyager à travers différents territoires de Valisthea, entre des donjons, des villages et des zones plus ouvertes, joignables par un système de voyage rapide,. Les déplacements dans les régions ouvertes se font à pied ou à dos de Chocobo. La base de Clive est une planque servant de hub central permettant de parler avec des PNJs, suivre les relations de Clive avec d'autres personnages, aller dans les boutiques d'objets et d'armement et accepter des quêtes secondaires, allant du transport d'objets à la chasse aux monstres. Les informations sur les lieux, les personnages et le vocabulaire rencontrés dans l'aventure est stocké dans une base de données surnommée Active Time Lore, accessible à tout moment.
Les combats prennent place dans la même zone que le joueur explore, passant en mode combat une fois l'ennemi ouvrant l'affrontement. Clive est le seul joueur contrôlable, les autres membres de l'équipe étant contrôlés par AI, avec leurs propres capacités. Un compagnon régulier est le chien Torgal, qui peut répondre aux ordres de Clive pour faire certaines attaques ou des soins. En combat, Clive peut faire des attaques physiques, des esquives, et des attaques élémentaires grâce aux Primordiaux, la version des Invocations apparaissant dans le jeu. Clive peut changer entre deux éléments en combat,. Chaque grand ennemi a une jauge de Déstabilisation, que le joueur doit vider pour assommer le monstre et pouvoir temporairement lui infliger des dégâts plus importants. A certains moments de l'histoire, Clive affronte des Primordiaux avec des mécanismes bien précis. Après les avoir vaincu, Clive obtient des pouvoirs et capacités liés à ceux-ci,.
Le joueur peut choisir entre deux modes de difficulté : un mode "Histoire" qui donne des accessoires pour simplifier le combat et renforcer les personnages, et un mode Normal. Une fois la partie terminée, de nouvelles options sont débloquées comme un New Game+ qui permet de conserver les statistiques et équipements du personnage dans une nouvelle partie, et un mode "Final Fantasy" qui augmente la difficulté et change certains placements d'ennemis. Il existe aussi un mode Arcade qui note les joueurs par un système de points pour le combat, le mode Ultimaniac lançant des défis.

## Développement
Final Fantasy XVI est présenté officiellement en septembre 2020 lors d'un événement consacré à la PlayStation 5. Lors de cette annonce, seule une sortie sur cette console est évoquée par Square Enix.
Une date de sortie est annoncée pour l'été 2023 lors d'un State of Play organisé par PlayStation en juin 2022. L'exclusivité PlayStation 5 sera d'une durée de six mois.
Lors des Game Awards 2022, une date de sortie est annoncée pour le 22 juin 2023.
En plus de la version standard, le jeu est sorti en version deluxe contenant un boîtier steelbook, une carte du monde de Valisthéa en tissu ainsi que des codes pour des objets bonus dans le jeu[réf. nécessaire].
En septembre 2023, Naoki Yoshida confirme qu'une version PC est en développement ainsi que deux DLC payants. Les deux extensions sortent respectivement le 7 décembre 2023 et le 18 avril 2024,. La version PC est annoncée le 19 août pour le 17 septembre 2024.

## Accueil

### Critiques
Final Fantasy XVI reçoit un accueil favorable de la presse, recueillant la note de 87/100 sur l'agrégateur Metacritic sur la base de 136 critiques.
A propos de l'histoire, Michael Higham de GameSpot a apprécié l'écriture pour sa vision des thèmes sombres et apprécié la distribution, et Mitchell Saltzman pour IGN a été très enthousiaste sur l'histoire et le personnages, et salué les performances principales. Wesley LeBlanc de Game Informer a apprécié le récit plus large, et Edge a noté la grande portée du récit bien qu'il soit en contradiction avec la structure du jeu. Jordan Middler, pour Video Games Chronicle, a trouvé l'histoire bien racontée et son casting sympathique après un démarrage lent rempli d'exposition sur le monde et la terminologie inconnue. Iain Harris de GamesRadar+ a décrit la trame comme un retour aux jeux des premières séries et a noté ses thèmes environnementaux, mais pointe des dialogues médiocres
. Eric Van Allen, pour Destructoid, a noté l'ambition de l'histoire mais a estimé que certains de ses thèmes étaient mal exploités. Edwin Evans-Thirlwell pour Eurogamer a fait l'éloge du parcours de Clive et de l'utilisation narrative des thèmes de la série, tout en notant un ton de « trahison constante et de misogynie ambiante » parmi les acteurs secondaires. De même, Zach Wilkerson de "RPGFan" a trouvé les personnages féminins sous-développée, tout en louant le récit et le casting global. Giovanni Colantonio de Digital Trends a trouvé que l'histoire s'efface après s'être éloigné de la quête de vengeance de Clive, trouvant en outre peu de personnages mémorables, mais a loué l'histoire globale. Un point soulevé par certains critiques était le manque perçu de diversité et représentation ethniques,,.
Higham a apprécié les graphismes et les cinématiques comme ajoutant à l'histoire et au design globaux, et "Edge" et Wilkerson ont tous deux loué le détail et la variété des graphismes du jeu,. Middler a fait l'éloge du design visuelle globale, mais a noté une animation guindée pour les personnages secondaires dans certaines cinématiques. En parlant des effets visuels utilisés dans les batailles et les techniques des Primordiaux, Harris a estimé qu'ils brouillaient parfois l'action pour les joueurs. LeBlanc a noté un manque de détails ou de variété dans la conception des PNJ et a estimé que les effets visuels gênaient parfois le gameplay. Saltzman et Higham ont tous deux noté un frame rate instable,. La musique composée par Soken pour le jeu a reçu de nombreux éloges,,,,.
Higham a décrit Final Fantasy XVI comme le changement de gameplay le plus radical de la série à ce jour, louant la variété de combinaisons de capacités possibles vers la fin du jeu. Colantonio a apprécié l'ampleur et le spectacle des combats de Primordiaux et a apprécié le combat même s'il était plus motivé par l'histoire ; il espérait que la série continuera à affiner ces éléments dans les épisodes suivants. Allen a qualifié le gameplay de « carrément bon », tandis que Harris l'a qualifié de potentiellement divisant mais toujours agréable pour être plus tourné vers l'action. Edge a apprécié les premières parties et le système de combat, mais s'est plaint du ralentissement du rythme au cours des parties. Evans-Thirlwell a souligné la grande variété de capacités spéciales et d'éléments de personnalisation qui viennent compléter les mécanismes de combat de base, tandis que LeBlanc considère le système de combat comme « [son] système de combat d'action préféré à ce jour » malgré des problèmes de rythme.
Saltzman a souligné l'accent mis sur la déstabilisation des ennemis et la priorité accordée aux combos comme partie la plus puissante du système de combat. Wilkerson a salué la personnalisation disponible pour étendre les options de combat pour les joueurs de jeux d'action néophytes comme expérimentés, mais considère le jeu trop facile dans l'ensemble et a noté un manque de variété dans les ennemis. Middler a aimé le combat tourné vers l'action, notant positivement que son rythme rapide et le manque de remplissage inutile permettraient aux joueurs d'avancer vite dans l'histoire. Plusieurs critiques ont comparé positivement l'ampleur et le spectacle des batailles de Primordiaux aux scènes de God of War III et Asura's Wrath,,. Les critiques récurrentes portaient sur le manque de profondeur dans les mécaniques du jeu,,, et les quêtes secondaires sans intérêt,,,.

### Ventes
Une semaine après la sortie du jeu, Square Enix annonce que le jeu s'est vendu à plus de 3 millions d'exemplaires entre les versions physiques et numériques.

### Distinctions
Le jeu est nommé à quatre reprises lors des Games Awards 2023.
| Année | Récompense                          | Catégorie                                                   | Résultat          | Ref.   |
| ----- | ----------------------------------- | ----------------------------------------------------------- | ----------------- | ------ |
| 2022  | The Game Awards 2022                | Most Anticipated Game                                       | Nomination        | [ 49 ] |
| 2023  | Golden Joystick Awards              | Ultimate Game of the Year                                   | Nomination        | [ 50 ] |
| 2023  | Golden Joystick Awards              | Best Lead Performer (Ben Starr)                             | Lauréat           | [ 50 ] |
| 2023  | Golden Joystick Awards              | Best Supporting Performer (Ralph Ineson)                    | Nomination        | [ 50 ] |
| 2023  | Golden Joystick Awards              | Best Audio                                                  | Lauréat           | [ 50 ] |
| 2023  | Golden Joystick Awards              | PlayStation Game of the Year                                | Nomination        | [ 50 ] |
| 2023  | 14e Hollywood Music in Media Awards | Original Score – Video Game                                 | Nomination        | [ 51 ] |
| 2023  | 14e Hollywood Music in Media Awards | Original Song/Score – Commercial Advertisement              | Lauréat           | [ 51 ] |
| 2023  | The Game Awards 2023                | Best Narrative                                              | Nomination        | [ 52 ] |
| 2023  | The Game Awards 2023                | Best Score and Music                                        | Lauréat           | [ 52 ] |
| 2023  | The Game Awards 2023                | Best Performance (Ben Starr)                                | Nomination        | [ 52 ] |
| 2023  | The Game Awards 2023                | Best Role Playing Game                                      | Nomination        | [ 52 ] |
| 2024  | New York Game Awards                | Statue of Liberty Award for Best World                      | Nomination        | ,      |
| 2024  | New York Game Awards                | Tin Pan Alley Award for Best Music in a Game                | Nomination        | ,      |
| 2024  | New York Game Awards                | Great White Way Award for Best Acting in a Game (Ben Starr) | Nomination        | ,      |
| 2024  | 27e Annual D.I.C.E. Awards          | Role-Playing Game of the Year                               | Nomination        | [ 55 ] |
| 2024  | 27e Annual D.I.C.E. Awards          | Outstanding Achievement in Animation                        | Nomination        | [ 55 ] |
| 2024  | 24e Game Developers Choice Awards   | Game of the Year                                            | Mention honorable | ,      |
| 2024  | 24e Game Developers Choice Awards   | Best Audio                                                  | Mention honorable | ,      |
| 2024  | 24e Game Developers Choice Awards   | Best Technology                                             | Mention honorable | ,      |
| 2024  | 24e Game Developers Choice Awards   | Best Visual Art                                             | Nomination        | ,      |
| 2024  | 24e Game Developers Choice Awards   | Audience Award                                              | Nomination        | ,      |
| 2024  | 20e British Academy Games Awards    | Performer in a Leading Role (Ben Starr)                     | Présélectioné     | [ 58 ] |
| 2024  | 20e British Academy Games Awards    | Animation                                                   | Présélectioné     | [ 58 ] |
| 2024  | 20e British Academy Games Awards    | Audio Achievement                                           | Présélectioné     | [ 58 ] |
| 2024  | 20e British Academy Games Awards    | Music                                                       | Présélectioné     | [ 58 ] |
| 2024  | 20e British Academy Games Awards    | Artistic Achievement                                        | Nomination        | ,      |
| 2024  | 20e British Academy Games Awards    | Narrative                                                   | Nomination        | ,      |
| 2024  | 20e British Academy Games Awards    | Performer in a Supporting Role (Ralph Ineson)               | Nomination        | ,      |
| 2024  | 20e British Academy Games Awards    | Technical Achievement                                       | Nomination        | ,      |
| 2024  | Japan Game Awards 2024              | Award for Excellence                                        | Lauréat           | [ 61 ] |

## Impact

### Événements
L'épée de Clive Rosfield est exposée aux côtés de la collection du Royal Armouries à la Tour de Londres, un musée abritant la collection nationale d'armes et d'armures du Royaume-Uni. L'épée a été forgée par Tod Todeschini. Cette exposition se déroule du 20 juin 2023 au 19 juillet 2023.

### Crossovers
Clive Rosfield apparait comme personnage jouable dans le 1er season pass de Tekken 8.